# Утвиль
Утвиль (нем. Uttwil) — коммуна в Швейцарии, в кантоне Тургау.
Входит в состав округа Арбон. Население составляет 1604 человека (на 31 декабря 2007 года). Официальный код — 4451.

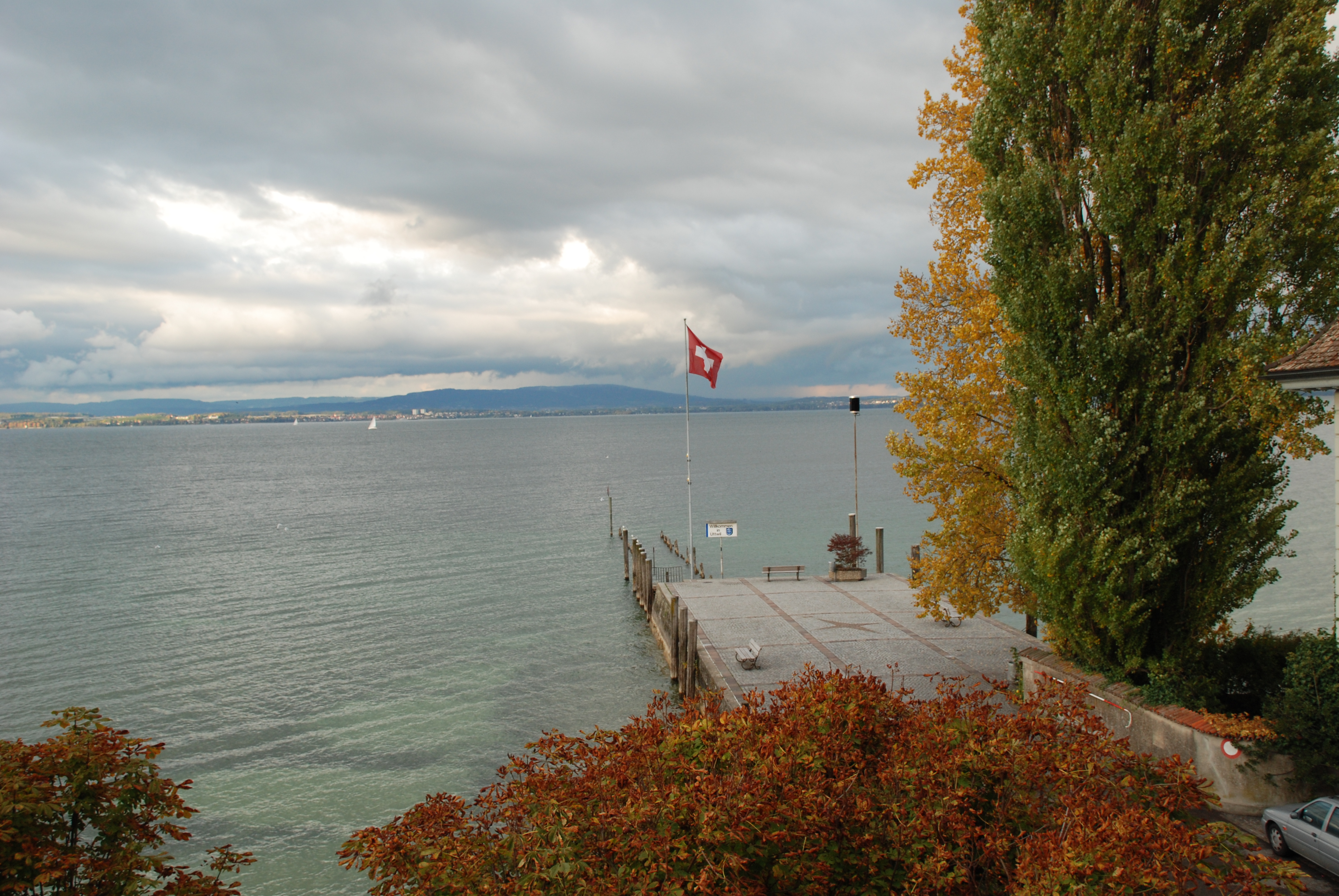
Утвиль